# アシュ - オーバーコツァウ線
アシュ - オーバーコツァウ線（ドイツ語: Bahnstrecke Aš–Oberkotzau）はチェコ共和国カルロヴィ・ヴァリ州アシュとドイツ連邦共和国バイエルン州オーバーコツァウを結ぶ幹線鉄道である。経由地はゼルプ・プロェースベルクで、この路線は本来ヘプ - ホーフ間を直結する鉄道として企画された。

## 歴史

### バイエルン王国
1840年代にホーフ市は西ボヘミアの石炭を地元の産業に安値で供給する目的で鉄道建設のために尽力した。ホーフのコンソシアムはニュルンベルクのバイエルン国家銀行より1000万マルクの融資を得て、1863年6月4日に建設免許を獲得した。同月17日にバイエルン王国とオーストリア帝国は条約を結び、エーガー - アシュ間およびエーガー - ヴァルトザッセン間の鉄道建設を確定した。鉄道建設の実行はテオドル・フォン・クラーマー＝クレット（Theodor Freiherr von Cramer-Klett, 1817~1884）が担当した。バイエルン王立鉄道はエーガー - オーバーコッツァウ区間の運営を賃貸方式で引き継いだ。この路線は1865年11月1日に開通されて、建設費はオーストリア区間の費用と合わせて600万グルデン以上であった。この路線はエーガー - アシュ区間とともに、57年後負債償還が終わったら、バイエルン政府財産に帰属するべきであった。
1878年5月にオーバーコツァウ - ヴィーザウ間は王立バイエルン鉄道がまっすぐな経路で開通して、この路線の通行量は減少した。ただし、ソコロフ盆地から石炭を輸送してホーフに供給することにとって、この路線は非常に重要であった。

### ドイツ国営鉄道
1920年にドイツ国営鉄道（Deutsche Reichbahn, DR）が鉄道運営権を引き受けて、1922年に契約通り所有権を獲得した。第二次世界大戦の終戦後、ヘプ - 国境区間はチェコスロバキア国営鉄道（Československé státní dráhy, ČSD）が引き受けた。

### ドイツ連邦鉄道
1951年9月11日チェコ人鉄道関係者と反体制メンバーは列車を奪い取って、国境を越える事件を起こった。列車はゼルプ・プロェースベルクの国境地帯へ入って止まった。

### ドイツ鉄道
セルプ・プロェースベルク - 国境区間は1996年9月29日公式的に廃止された。2010年10月にチェコ交通省は国境 - アス区間を二ヶ月後に廃止すると公表したが、その計画は結局実行されなくて、2012年1月に撤回された。
2015年1月26日アシュ駅で線路復旧工事が始まった。工事費用はおよそ7500万クロネで、駅の乗降場と保安装置が改修された。鉄道橋、道床、路盤が改築されて、ゼルプ・プロェースベルク駅で乗り換え駅の施設が備えられた。新しい運転指令所は、列車運行の制御のために、レーハウ駅に設置された。改修工事は2015年12月2日に完了して、列車運行は再開された。

## 運行形態

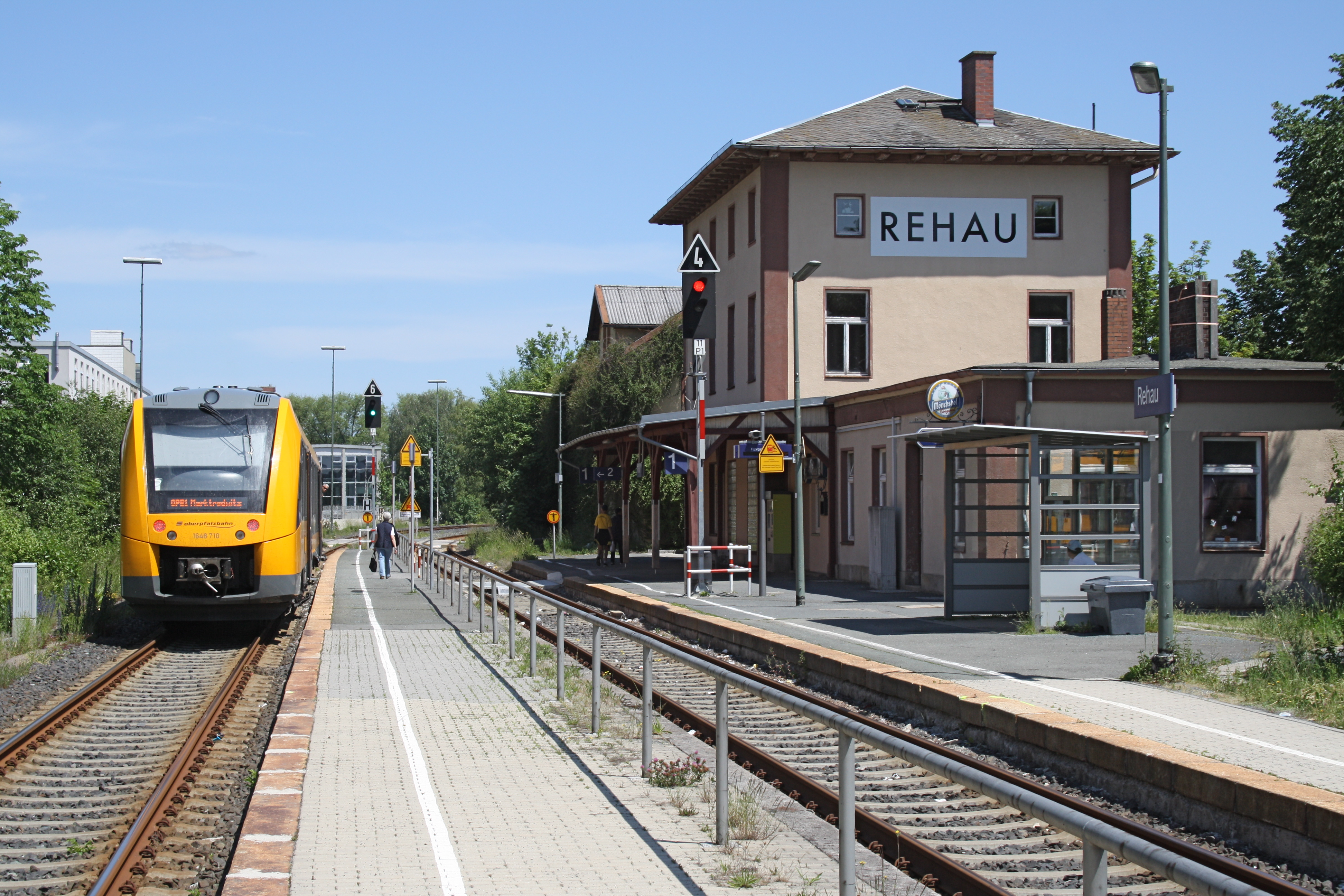
レーハウ駅で停車するOPBのリント41気動車（2019年）

ゼルプ・プロェースベルク - オーバーコツァウ区間はニュルンベルク広域運輸連合（Verkehrsverbund Großraum Nürnberg, VGN）運賃制の適用区間である。
- 普通列車（RB 95）: マルクトレドヴィッツ - ヘプ - フランチシュコヴィラーズニェ - アシュ - ゼルプ・プロェースベルク - シェーンヴァルト - レーハウ - ヴーリッツ - オーバーコツァウ - ホーフ[7]。
- 普通列車（RB 96）: ゼルプ市街駅 - ゼルプ・プロェースベルク - シェーンヴァルト - レーハウ - ヴーリッツ - オーバーコツァウ - ホーフ[7]。